# Ла-200
Ла-200 — советский истребитель-перехватчик разработки ОКБ-301.

## История разработки
В 1948 году было выдано техническое задание на создание двухдвигательного всепогодного перехватчика с экипажем из двух человек. Согласно этому техническому заданию ОКБ С. А. Лавочкина спроектировало Ла-200 — среднеплан со стреловидными крылом и оперением. На Ла-200 установили два ТРД Владимира Климова ВК-1 тягой по 26,47 кН. На самолете оба двигателя установили в фюзеляже друг за другом так, что сопло первого находилось на уровне задней кромки крыла, а сопло второго — в хвостовой части фюзеляжа.
На Ла-200-01 стояла РЛС «Торий», вооружение составляли три пушки Н-37 в носовой части. На испытаниях самолет в горизонтальном полете развил скорость чуть меньше М=1. Испытания проходил также Ла-200-02 с РЛС «Торий-А».
Самолет Ла-200Б отличался изменённой носовой частью фюзеляжа с тремя воздухозаборниками и большим обтекателем антенны РП-6 «Сокол». Ла-200Б проектировался согласно техническому заданию на дальний барражирующий перехватчик. Под крылом Ла-200Б подвесили огромные топливные баки, ёмкость каждого из них более чем вдвое превосходила ёмкость внутренних баков. Силовая установка включала два доработанных ТРД ВК-1А тягой по 30,39 кН.
Первый полет Ла-200Б выполнил в июле 1952 года, но конкурс на перехватчик выиграл Як-25. Окончательно программу закрыли после установки радиоприцела «Изумруд» на МиГ-15.

## Лётно-технические характеристики

### Технические характеристики
- Экипаж: 2 человека
- Длина: 16,35 (Ла-200) и 17,33 (Ла-200Б) м
- Размах крыла: 12,96 м
- Площадь крыла: 40,02 м²
- Масса:
  - нормальная взлётная: 10 580 (Ла-200) и 11 560 (Ла-200Б) кг
  - максимальная взлётная: 12 630 (Ла-200) и 16 244 (Ла-200Б) кг
- топлива: 2554 (Ла-200) и 2345 (Ла-200Б) кг
- Двигатели:
- ТРД ВК-1 (Ла-200) и ТРД ВК-1А (Ла-200Б)
- количество: 2
- максимальная тяга: 26,47 кН (Ла-200) и 30,39 кН (Ла-200Б)

### Лётные характеристики
- Максимальная скорость: 1070 (М=0,95) (Ла-200) и 1030 (М=0,95) (Ла-200Б) км/ч
- Практическая дальность:
  - нормальная: 1170 (Ла-200) и 960 (Ла-200Б) км
  - с ПТБ: 2170 (Ла-200) и 3000 (Ла-200Б) км
- Практический потолок: 15 550 (Ла-200) и 14 125 (Ла-200Б) м
- Скороподъёмность: 1667 (Ла-200) и 1429 (Ла-200Б) м/мин.

### Вооружение
- 3 × 37-мм пушки Н-37